# Iwamizawa
Iwamizawa (岩見沢市) és una ciutat i municipi de la subprefectura de Sorachi, Hokkaido, Japó. És la ciutat més poblada i la capital de la subprefectura de Sorachi.

## Geografia
Iwamizawa es troba en la meitat sud de la subhprefectura de Sorachi i limitant a l'oest amb la subprefectura d'Ishikari.

## Història
El nom d'"Iwamizawa" prové de l'antic nom en japonés "Yuamisawa" (浴澤).Yuami (浴) i sawa (澤), que vol dir "bany" i "pantà".
Iwamizawa es va desenvolupar com un nus de transport terrestre al voltant de l'Estació d'Iwamizawa.
- 1906: El poble d'Iwamizawa es converteix en la vila d'Iwamizawa.
- 1943: Iwamizawa passa a tindre l'estatus de ciutat.
- 2006: Els municipis de Kurisawa i Kita van unir-se a la ciutat d'Iwamizawa.

## Política

### Assemblea municipal
La composició actual de l'assemblea municipal és aquesta:
| Partit | Partit                    | Partit | Regidors |
| ------ | ------------------------- | ------ | -------- |
|        | Independents              | Ind    | 15 / 22  |
|        | Partit Liberal Democràtic | PLD    | 3 / 22   |
|        | Kōmeitō                   | KMT    | 2 / 22   |
|        | Partit Comunista del Japó | PCJ    | 2 / 22   |
|        | Escons vacants            |        | 0 / 22   |

## Transports

### Ferrocarril
- JR Hokkaidō
  - Línia principal de Hakodate: Horomui - Kami-Horomui - Iwamizawa
  - Línia principal de Muroran: Kurioka - Kurisawa - Shibun - Iwamizawa

### Carretera
- Autopista de Hokkaidō: Eixida d'Iwamizawa.
- Carretera Nacional del Japó 12